# Forbestown (Californie)
Forbestown est une census-designated place du comté de Butte, dans l'État de Californie, aux États-Unis,. En 2020, elle compte une population de 396 habitants.